# کوین اشنایدر
کوین اشنایدر (انگلیسی: Kevin Sneader؛ زادهٔ ۱۹۶۷) مشاور مدیریت، کارآفرین و سرمایه‌دار کانادایی اسکاتلندی‌تبار است، که هم‌اکنون به‌عنوان مدیرعامل شرکت مک‌کینزی اند کامپنی فعالیت می‌کند.